# 小行星7872
小行星7872（英語：7872）是一颗围绕太阳公转的小行星。1990年10月18日，浦田武在清水町发现了此天体。
这颗小行星的绝对星等为190.6935847324115等。